# Warren Barrett
Warren Barrett (Montego Bay, 1970. szeptember 9. –) jamaicai válogatott labdarúgó.

## Fordítás
- Ez a szócikk részben vagy egészben  a   Warren Barrett című angol Wikipédia-szócikk fordításán alapul.  Az eredeti cikk szerkesztőit annak laptörténete sorolja fel. Ez a jelzés csupán a megfogalmazás eredetét és a szerzői jogokat jelzi, nem szolgál a cikkben szereplő információk forrásmegjelöléseként.